# Sant Josep de la Colònia Pons
L'església de Sant Josep és l'església de la Colònia Pons, al municipi de Puig-reig (Berguedà), d'estil neogòtic. Està protegida com a part del bé cultural d'interès nacional de la Colònia Pons.

## Descripció

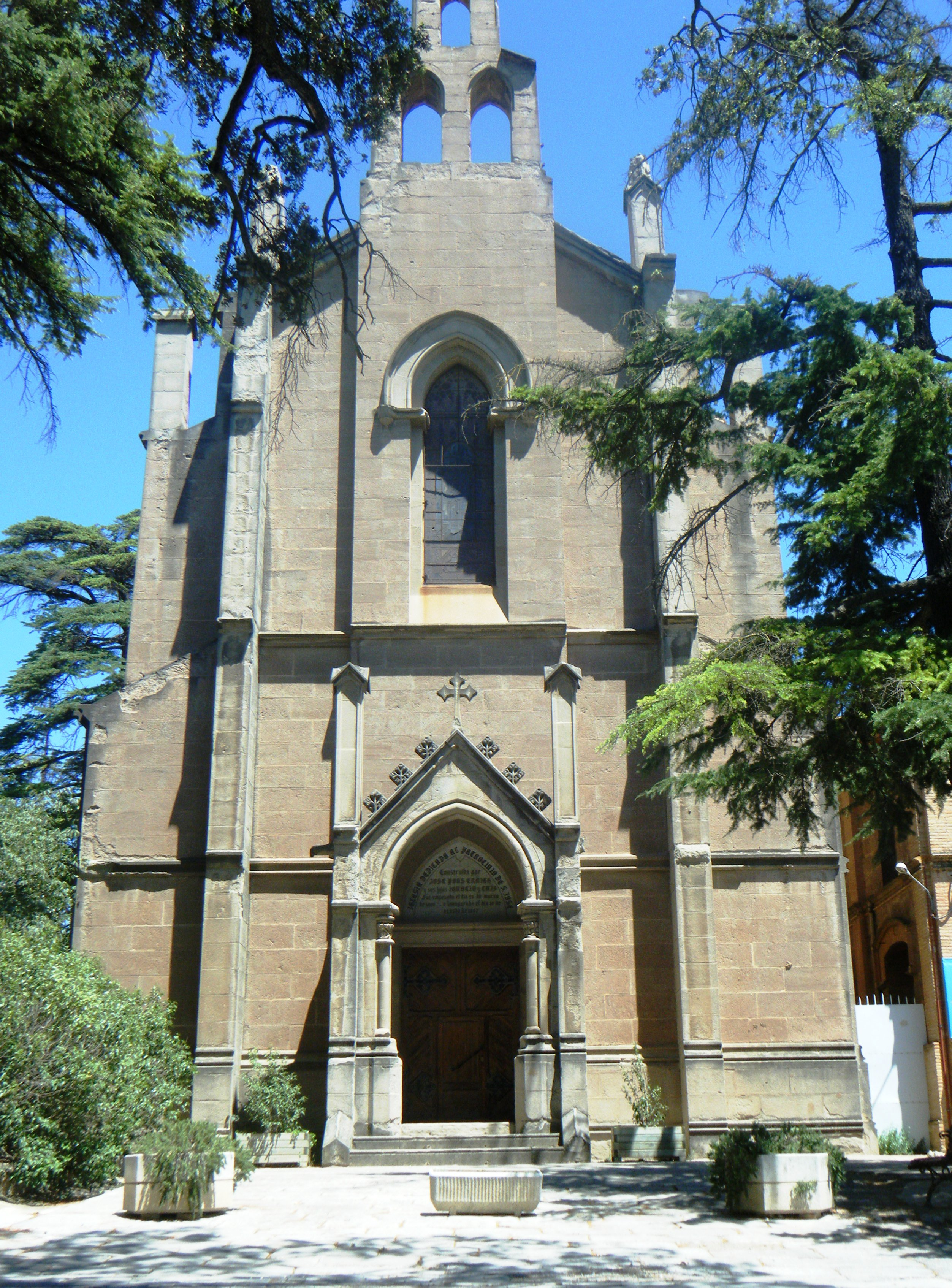
Façana de l'església de Cal Pons

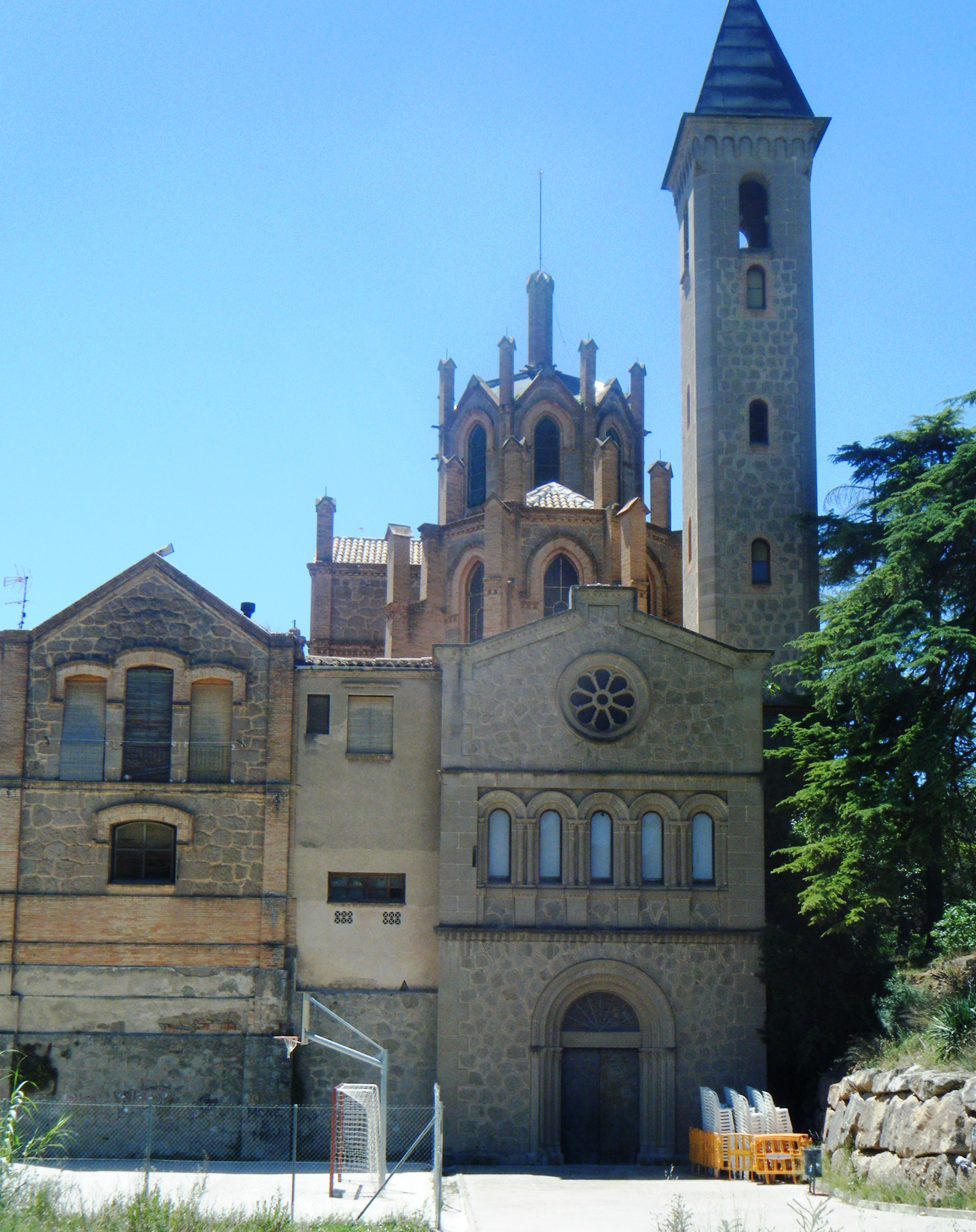
Part posterior de l'església de Cal Pons

És un edifici d'estructures clarament goticitzants. L'eclecticisme és total, sobretot en la decoració de pinacles, pinetons, finestres ogivals, etc. Coberta amb creueria i amb un cimbori sobre el transsepte. Aquesta església de nau única té la façana a migdia i un esvelt campanar neogoticitzant aïllat i darrere l'absis.
La decoració de capitells i d'elements vegetals també respon a formes gòtiques. Les capelles laterals responen al mateix eclecticisme (Capella de Sant Ramon, la de la Sagrada Família, el Sagrat Cor, etc.).
Els materials utilitzats en la construcció són la pedra devastada i el totxo de terra cuita, a excepció de les façanes que són fetes amb carreus ben tallats.
Església té una planta de creu llatina amb unes mides de 32 x 16 m al seus braços. La nau principal és ogival: els arcs s'entrecreuen en diagonal i la volta és de creueria. Hi ha sis capelles als murs laterals, que funcionen com a contraforts de la nau central. A l'entrada, després de la porta principal hi ha el baptisteri a una banda i l'escala que puja al cor a l'altra banda. En el transsepte s'alça un cimbori de forma octogonal sostingut per quatre voltes volades. Darrere el presbiteri trobem un absis poligonal amb una girola que envolta l'altar major. La sagristia es troba darrere de l'absis, d'on parteix l'escala que dona accés al campanar i al mateix temps al panteó-cripta.
Tot l'edifici té un aire de catedral gòtica, remarcat per l'alçada i la projecció vertical. A la façana principal trobem un pòrtic d'entrada que consta de dues columnes cilíndriques amb capitells de motius vegetals que sostenen un arc apuntat de petites dovelles. Al costat hi ha duess columnes quadrades acabades amb pinacle. La teulada del pòrtic es remata amb una cornisa de pedra amb tres flors de lis per cada banda i una creu al mig. A la part superior de la façana principal hi ha una espadanya de dos pisos. També és remarcable la façana posterior, on trobem una gran portalada amb arquivoltes que dona accés al panteó-cripta, a mitjana alçada cinc finestres donen llum a la sagristia i un rosetó de proporcions mitjanes.
Són remarcables els finestrals, tant de la nau com del cimbori i el transsepte, decorats amb vitralls emplomats i policromats que reprodueixen temes religiosos i s'inspiren clarament en els corrents historicistes de finals del s. XIX a Catalunya. Hi trobem els temes de la Santa Fe, l'Eucaristia i el Baptisme, i figures geomètriques.

### Cripta
A un nivell inferior s'hi troba una capella, destinada a usos més esporàdics, coneguda també com les tombes, ja que alberga les tombes destinades a allotjar els cossos dels membres de la família Pons. S'hi accedeix baixant des de la sagristia per l'escala del campanar, o directament per la portalada de la façana posterior, habitualment tancada, i situada a un nivell més baix.
La construcció és formada per una planta rectangular coronada amb un absis semicircular i perimetralment coberta de tombes; la cripta consta d'un altar i una colla de bancs que havien de permetre la celebració d'oficis funerals. Es conserva en molt bon estat tota la seva decoració de pintura a manera de marbres.
Només dues tombes foren ocupades: la d'Anna Roca Pons, traspassada el 19 de gener de 1921 a Barcelona i enterrada a cal Pons el 18 de setembre de 1926, i la de Lluís G. Pons i Enrich, traspassat el 8 de gener de 1921 i enterrat el dia 11 del mateix mes i any.

## Història
L'església de Sant Josep de la Colònia Pons, advocada a la Mare de Déu de Montserrat, fou començada el 25 de març de 1886 i consagrada el 10 d'agost de 1887. Fou construïda durant la primera i gran etapa constructiva de la Colònia, alhora que s'aixecaven també les dues torres, la fàbrica i els habitatges dels obrers. La construcció fou impulsada i finançada, com la resta de la colònia, per l'empresari Josep Pons i Enrich, i l'arquitecte fou Josep Torres i Argullol.
Es decorà interiorment amb un seguit de pintures de Francesc Morell, germà del director de la fàbrica per aquests anys.
Aquest església fou coneguda, segons la premsa de l'època, com "La catedral de l'Alt Llobregat". La seva importància augmentà quan va rebre les relíquies de Santa Aurèlia de Niça. L'església era un edifici simbòlic més dins l'espai de domini de la colònia, juntament amb les dues torres, el xalet del director i l'imponent jardí.
Des del 2009 l'església acull el Centre d'Interpretació de l'Església de la Colònia Pons, el qual dona a conèixer el paper que va jugar l'Església en la consolidació del sistema de colònia industrial a Catalunya, tant des del punt de vista dels treballadors i treballadores com dels amos de les colònies. Aquesta museïtzació de l'església, formada per diferents espais d'exposició i mitjans audiovisuals moderns, ha ajudat a sufragar les despeses de manteniment de l'edifici, actualment de propietat municipal, i ha permès aturar-ne la incipient degradació. El projecte de museïtzació se centra en tres espais de l'edifici religiós (la capella de Santa Llúcia, el cor i la cripta) i s'integra i conviu respectuosament amb aquest, compatible amb la principal funció que encara té l'edifici: la religiosa, amb un horari de misses i d'actes litúrgics que el centre d'interpretació respecta en tot moment.